# Caleb Gattegno
Pour les articles homonymes, voir Gattegno.
 (septembre 2021).
Si vous disposez d'ouvrages ou d'articles de référence ou si vous connaissez des sites web de qualité traitant du thème abordé ici, merci de compléter l'article en donnant les références utiles à sa vérifiabilité et en les liant à la section « Notes et références ».
Caleb Gattegno (né le 11 novembre 1911 à Alexandrie et mort le 28 juillet 1988 à Paris) est principalement connu pour son approche innovante de l’enseignement et de l’apprentissage des mathématiques, des langues étrangères (le Silent Way – La méthode silencieuse) et de la lecture (Lecture en couleurs). 
Il a également inventé des matériels pédagogiques pour chacune de ces approches et il a écrit plus de 120 livres ainsi que des centaines d’articles qui traitent essentiellement de thèmes relatifs à l’éducation et du développement humain.

## Biographie
Caleb Gattegno naît le 11 novembre 1911 à Alexandrie (Égypte). 
- 1932 - Enseigne les mathématiques au lycée français d’Alexandrie jusqu’en 1936
- 1937 - Doctorat de mathématiques à l’Université de Bâle : Les cas essentiellement géodésiques des équations de Hamilton-Jacobi intégrables par séparation des variables.
- 1944 - Commence à publier des livres et des articles dans des revues scientifiques et d’autres journaux. À sa mort en 1988, il a écrit plus de 120 livres et 500  articles.
- 1947 - Commence à donner des séminaires pour des groupes internationaux, principalement en Europe, dans les deux Amériques et au Japon. Il a continué ces séminaires jusqu’à sa mort.
- 1948 - Obtient un Masters of Arts in Education à l’Université de Londres.
- 1951 - Fonde la CIAEM : International Commission for the Study and Improvement of Mathematics Education.
- 1952 - Docteur ès Lettres (philosophie) à l’université de Lille.
- 1952 - Fonde l’ATAM : Association for Teaching Aids in Mathematics qui deviendra l’ATM : Association of Teachers of Mathematics (actuellement environ 4 000 membres) et son journal Mathematics Teaching qui paraît 4 fois par an. En 2011, l’ATM a organisé une Conference –Celebrating Gattegno qui s’est tenue du 18 au 21 avril à l’Université Wolverhampton, Telford, Angleterre.
- 1952 - Participe à la fondation de la Société Belge des Professeurs de Mathématiques d’expression française et de son journal Mathematica et Paedagogia.
- 1952 - Travaille avec Jean Piaget dont il traduit deux ouvrages en anglais.
- 1954 - Fonde en Angleterre The Cuisenaire Company qu’il dirige jusqu’en 1986.
- 1957 - Membre de la mission des Nations unies (assistance technique) en Éthiopie, ayant pour objectif de trouver une solution au problème de l’illettrisme.
- 1961 - Réalisation du film Mathematics at Your Fingertips (en français Les mathématiques : un jeu d’enfants)
- 1962 - Première édition anglaise de Words in Color.
- 1968 - Fonde Educational Solutions à New York où il vivra jusqu’à sa mort en 1988.
- 1971 - Commence à publier la Educational Solutions Newsletter qui paraît 5 fois par an jusqu’à sa mort en 1988.
- 1988 - Décède à Paris, deux semaines après avoir conduit le séminaire Le mystère de la communication dans la région de Grenoble.

## Approche pédagogique
L’approche pédagogique de Caleb Gattegno se caractérise par des propositions fondées sur l’observation de l’apprentissage humain dans des situations variées et nombreuses.
Voici la description de trois de ces propositions.

### Apprentissage et effort
Gattegno a observé qu’il y a un « budget énergétique » de l’apprentissage. Les
êtres humains ont un sens très développé de l’économie de leur propre énergie
et sont très sensibles aux coûts que son utilisation implique. Il est donc
essentiel d’enseigner selon des méthodes efficaces sur le plan de la quantité
d’énergie dépensée par les apprenants. Pour arriver à déterminer
mathématiquement si telle méthode est plus efficace que telle autre, Gattegno a
créé une unité de mesure de l’effort fait pour apprendre. Il a appelé cette
unité un ogden et tout ce qu’on peut dire est qu’un ogden a été dépensé si
l’apprentissage s’est effectué en dehors des fonctionnements ordinaires et a
été retenu. Par exemple, apprendre un mot dans une langue étrangère coûte un
ogden mais si le mot ne peut pas être rappelé, l’ogden n’a pas été réellement
dépensé. Les matériels et techniques d’enseignement de Gattegno ont été conçus
de manière à économiser les ogdens et faire en sorte que la plus grande partie
de l’information puisse être retenue avec un sentiment d’effort aussi réduit
que possible.
Certaines façons d’apprendre sont très coûteuses  en énergie, c’est-à-dire en
ogdens, alors que d’autres sont pratiquement gratuites sur ce plan. Mémoriser
est une façon d’apprendre très coûteuse. Le coût énergétique peut être très
élevé lorsque l’apprenant n’éprouve pas d’intérêt particulier pour le contenu.
C’est ce qui se passe pour la plupart des gens lorsqu’il s’agit de mémoriser
des dates historiques ou les principales exportations de pays étrangers. Cette
manière d’apprendre ne se rencontre pas uniquement dans les établissements
scolaires. Apprendre le nom et le numéro de téléphone de quelqu’un est tout
aussi arbitraire et nous devons utiliser notre propre énergie pour introduire
ces données dans notre mémoire. La « colle mentale » nécessaire est
chère parce que cette façon d’apprendre requiert une grande quantité d’énergie.
Cette façon d’apprendre n’est pas seulement chère, elle tend aussi à se révéler
fragile et la difficulté à se rappeler ce genre de données est typique. Même si
nous faisons un gros effort, le succès n’est pas toujours au rendez-vous. Il
arrive souvent que nous reconnaissions un visage sans pouvoir nous rappeler le
nom de la personne… sans même parler du fait que presque tous, nous avons
oublié beaucoup de ce que nous avons « appris » à l’école. Il n’est
pas inhabituel que nous oubliions beaucoup de ce que nous mémorisons.
Il existe toutefois une autre manière de fonctionner que Gattegno a appelée
« rétention ». Les images sensorielles que nous recevons offrent un
bon exemple de ce qu’est la rétention. Quand nous regardons quelque chose – une rue, un film, une personne, un beau panorama – les photons de ce que nous contemplons parviennent à
nos yeux, y pénètrent et s’impriment sur nos rétines. Lorsque nous écoutons quelque chose,
nous créons de même des images auditives. Cette création se fait grâce à l’énergie qui
nous vient de l’extérieur (de ce que nous voyons ou entendons) et non pas avec celle que nous devons puiser en nous pour
mémoriser une donnée arbitraire. , mouvement de et entrons dans nos yeux pour frapper la rétine. Quand nous écoutons quelque chose, nous créons des images auditives d'une manière semblable, c.-à-d., par l'énergie qui entre dans notre système, plutôt que l'énergie que nous assignons de l'intérieur, pour mémoriser un article arbitraire. Maintenir ces images auditives, visuelles ou autres ne requiert qu’une infime quantité
de notre propre énergie, si infime que nous n’avons pas ce sentiment d’effort
dont s’accompagne généralement la mémorisation.
Première expérience : « Récemment, j’ai
visité dans le sud de la France un village où je n’étais pas allé depuis plus
de 10 ans et j’ai pu dire : ‘Oh, oui, je sais, la pharmacie est là-bas,
après la boulangerie’. J’y suis allé et c’était bien ça. Je n’avais fais aucun
effort pour mémoriser cette place de village. Elle est entrée dans mon esprit
lors de ma précédente visite et elle est revenue là. » 
Seconde expérience : « Je suis dans un
supermarché et parcours les allées. Je vois une dame qui n’a rien
d’exceptionnel avec un chariot. Trois allées plus loin, je la vois à nouveau.
Je n’ai pas cherché à me souvenir d’elle mais je l’ai vue et je peux la
reconnaître un peu plus tard. » 
Notre système de rétention est extrêmement efficace. Notre esprit conserve une énorme
quantité d’informations simplement parce que nous avons vu, entendu, touché,
senti ou ressenti quelque chose. C’est la rétention qui nous permet de
déambuler dans notre ville sans nous y perdre, de skier ou de lire un livre. 
Gattegno a proposé de fonder l’enseignement non pas sur la mémorisation dont le coût
énergétique est très élevé et qui est souvent instable mais sur la rétention. Les
outils d’apprentissage et les techniques élaborées par Gattegno reposent
systématiquement sur la rétention. 

### La subordination de l’enseignement à l’apprentissage
Gattegno
soutient que, pour que les actions pédagogiques soient efficaces, il faut que
l’enseignement soit subordonné à l’apprentissage, ce qui suppose un prérequis
absolu : les professeurs doivent impérativement comprendre comment les
êtres humains apprennent. 
Les
enseignants ne sont pas là pour présenter à leurs apprenants toutes sortes de
données à mémoriser mais pour leur proposer des défis à relever. Lorsqu’un
étudiant peine sur un défi, le professeur ne lui donne pas la réponse mais il
l’observe et lui pose des questions afin de déterminer où se situe la confusion
et quelle est la prise de conscience à déclencher pour surmonter la difficulté
du moment.
Le
rôle de l’enseignant n’est donc pas de chercher à transmettre des connaissances
mais de susciter chez ses étudiants les prises de conscience car seule la
conscience est éducable. Gattegno a conçu et créé des matériels pédagogiques
qui permettent de provoquer des prises de conscience. L’utilisation de ces
matériels doit s’accompagner de techniques pédagogiques également conçues pour
favoriser les prises de conscience des apprenants. Au fur et à mesure que ses
étudiants progressent, l’enseignant les observe pour déterminer quand et
comment il peut induire de nouvelles prises de conscience.
Gattegno
a par exemple créé la Lecture en Couleurs pour apprendre à lire. Brièvement
décrit, ce matériel consiste en une série de tableaux de mots écrits selon un
code couleurs dans lequel chaque couleur est associée à un phonème de la langue
considérée. On se sert de ces tableaux pour provoquer la conscience
phonologique des apprenants et la rendre attentive aux sons qu’ils produisent.
L’ordre dans lequel les élèves sont invités à produire les sons va engendrer
toutes les prises de conscience nécessaires pour lier les graphèmes aux
phonèmes et pour percevoir que le déroulement de l’écriture dans l’espace
transcrit le déroulement de la parole dans le temps. Un autre tableau appelé
Fidel regroupe l’ensemble des phonèmes de la langue considérée avec, pour
chacun d’eux, toutes ses graphies possibles dans cette langue. 
Gattegno
a également utilisé ce code couleurs pour les matériels pédagogiques du Silent
Way (la méthode silencieuse) conçus pour l’apprentissage des langues
étrangères, grâce auxquels les étudiants sont invités à identifier et à
produire les sons de la langue qu’ils veulent apprendre. Tout particulièrement
avec les débutants, les réglettes Cuisenaire servent à créer des situations tangibles
et dépourvues de toute ambiguïté qui permettent aux étudiants d’induire les
structures de la langue. Le silence du professeur tout à la fois laisse à ses
étudiants tout l’espace nécessaire pour explorer la langue et le laisse
lui-même libre de les observer. L’enseignant peut ainsi proposer une suite de
défis pédagogiques très précisément adaptés à l’évolution de l’apprentissage de
chaque étudiant.
Dans
l’approche que Gattegno propose pour l’enseignement des mathématiques,
l’utilisation d’objets à manipuler comme les géoplans qu’il a créés ou les
réglettes Cuisenaire qu’il a popularisées fait partie intégrante d’un
cheminement visant à développer la pensée mathématique des apprenants par
l’exploration de situations tangibles et sans ambigüité.
Gattegno
a conçu tous les matériels pédagogiques qu’il a créés de manière que les
professeurs qui les utilisent puissent systématiquement mettre l’accent sur
l’apprentissage de leurs élèves et non sur ce qu’eux-mêmes, les professeurs,
font. Les enseignants observent leurs étudiants en train de traiter les défis
qui leur ont été proposés et leur fournissent tous feed-back nécessaires sur
leurs essais et erreurs. Ainsi les enseignants fondent-ils activement leur
travail sur la conscience et les prises de conscience de leurs apprenants. De
ce fait, le professeur peut difficilement suivre un plan de leçon détaillé à
l’avance puisque ses élèves explorent activement le domaine étudié et ont toute
liberté pour passer d’un point de la leçon à n’importe quel autre. Quel que
soit le sujet d’étude, la classe devient donc le théâtre d’une sorte
d’improvisation guidée dans laquelle le professeur lance des défis au niveau
approprié pour chacun de ses étudiants et, si nécessaire, provoque les prises
de conscience indispensables à l’apprentissage du moment : c’est très
précisément ce que signifie l’expression de Caleb Gattegno : « la
subordination de l’enseignement à l’apprentissage ».  

### Seule la conscience est éducable
Selon
Gattegno, chez les êtres humains seule la conscience est éducable. Tout chemin
d’apprentissage implique toujours que plusieurs prises de conscience aient
lieu. La première concerne le fait qu’il y a quelque chose à apprendre, que
quelque chose d’inconnu peut devenir connu. C’est le fait de se confronter à ce
que l’on veut apprendre qui va susciter les prises de conscience suivantes. Par
exemple, plutôt que de demander à un apprenant d’écrire « 2 + 2 =
4 », Gattegno l’invite à créer le nombre 4 d’autant de manières que
possible à l’aide de réglettes colorées. L’apprenant peut alors clairement
voir, sentir et décrire les caractéristiques du nombre 4 au lieu de mémoriser
« 2 + 2 = 4 » : il a vécu une expérience mathématique, devenant
conscient que « 4 » peut être séparé en plusieurs parts et que le
processus de partage et de reconstitution peut être décrit de plusieurs façons.
Nous
sommes constamment en train de prendre conscience de nouvelles choses.
Lorsqu’il s’agit de quelque chose de signifiant, la prise de conscience est
bien souvent audible sous la forme si typique du « Ah ! » qui
souligne l’importance de ce qu’on vient de réaliser. Cependant, au quotidien,
la plupart de nos prises de conscience de toutes sortes se font à toute allure
tout au long de nos journées et elles sont beaucoup plus discrètes : le
prix des bananes, le fait que ces bananes ne sont pas assez mûres, un rabais
sur le prix des yaourts parce que leur date de péremption est très proche…
Toute notre vie est une succession de menues prises de conscience. Une chose
peut nous rester totalement inconnue jusqu’à ce que nous en prenions
conscience. Dès que nous en prenons conscience et l’intégrons à notre vie, bien
souvent nous n’avons plus besoin d’y être attentif. Mais, le moment où nous
réalisons, l’acte d’apprendre est un acte de prise de conscience.
Le rôle du maître dans l’acte d’apprendre n’est donc pas de donner à ses élèves
telles ou telles informations mais de les aider à les découvrir pour accomplir
l’acte de conscience d’en devenir conscient. 
Gattegno considère que l’apprentissage comporte quatre étapes que l’on peut décrire sous l'angle des prises de conscience.
La première étape consiste en une unique de prise de conscience, la prise de
conscience qu’il y a quelque chose de nouveau à explorer. Tant que je ne suis
pas conscient qu’il y a quelque chose à connaître, je ne peux pas commencer à
apprendre.
La deuxième étape : dès que je commence à apprendre, je dois explorer la
situation pour la comprendre. Du fait que je ne suis pas encore un expert dans
ce domaine particulier, je commets de nombreuses erreurs. Ce sont ces erreurs
qui me permettent de progresser parce qu’en observant ce qui se produit et en
en devenant conscient, je peux adapter mes tentatives en fonction des feedbacks
que me donne l’environnement. Cette étape se termine lorsque je sais ce que
j’ai à faire mais que j’y réussis seulement si je suis totalement présent à ce
que je fais.
La troisième étape est une étape de transition. Au début, je suis capable de faire
ce que je veux à condition de ne pas relâcher mon attention un seul instant. A
la fin de cette étape, je n’ai plus besoin d’être constamment attentif parce
que la nouvelle compétence est désormais complètement automatisée et, du fait
de cette automatisation, je suis libre de porter mon attention vers de nouveaux
objets d’apprentissage.
La quatrième étape est celle du transfert. Ma vie durant, je peux utiliser ce que
je viens d’apprendre pour toute nouvelle compétence que je souhaite acquérir.
Lorsque j’ai appris à courir, j’ai utilisé le savoir-faire acquis lors de
l’apprentissage de la marche. Ces deux choses, marcher et courir, m’ont été
utiles lorsque j’ai voulu me mettre au ski de fond. Sauf en de rares cas
d’accident ou de blessure, chaque compétence acquise est à disposition pour
notre vie entière.  